# Oenoptila nigrilineata
Oenoptila nigrilineata là một loài bướm đêm trong họ Geometridae.